# 阿西夫·阿克巴尔
阿西夫·阿克巴尔（1972年3月25日—），孟加拉国男歌手，出生于孟加拉国库米拉县。他发行过独唱、二重唱及混合专辑，曾为孟加拉国电影献唱。他因在孟加拉语电影Rani Kuthir Baki Itihash中演唱而获得Meril Prothom Alo Awards一奖项。
其妻名为Salma Asif Mitu。此外，他亦是孟加拉國民族主義黨中央执行委员会的成员。

## 争议
2018年6月，歌手Shafiq Tuhin指控阿克巴尔未经授权出售歌曲复制品，并向警察局提起诉讼。6月6日，阿克巴尔于其工作室被捕。之后，法院驳回了他的还押与保释请求，下令将其送入监狱。在监狱关押五天后，艾克白尔被保释。